# Port lotniczy Cancún
Port lotniczy Cancún – międzynarodowy port lotniczy położony 15 km na południowy zachód od Cancún. Jest jednym z największych portów lotniczych w Meksyku.
Położony na wysokości 6 m n.p.m.

## Linie lotnicze i połączenia

### Terminal 1
- Blue Panorama Airlines (Mediolan-Malpensa)

### Terminal 2
- Air Canada (Calgary, Edmonton, Halifax, Montreal, Ottawa, Toronto-Pearson, Vancouver, Winnipeg)
- Air Pullmantur (Madryt)
- Air Transat (Calgary, Edmonton, Halifax, Montreal, Québec, Saskatoon, Toronto-Pearson, Vancouver, Winnipeg)
- Aladia (Monterrey, Puebla)
- Arkefly (Amsterdam)
- Aeromar (Tuxtla Gutiérrez, Villahermosa)
- Aeroméxico (Meksyk)
- ALMA de México (Chetumal, Guadalajara, Mérida, Tuxtla Gutiérrez)
- Avianca (Bogotá) [sezonowo]
- Condor Airlines (Frankfurt)
- Copa Airlines (Panama)
- Corsairfly (Paryż-Orly) [sezonowo]
- Cubana de Aviación (Hawana)
- Edelweiss Air (Zurych)
- EuroAtlantic Airways (Lizbona)
- Interjet (Gwatemala, Monterrey, Toluca)
- Jetairfly (Bruksela)
- JetBlue Airways (Boston, Nowy Jork-JFK, Orlando)
- LAN Airlines (Hawana, Santiago)
- LOT (Warszawa-Okęcie)
- Magnicharters (Meksyk, Monterrey)
- Martinair (Amsterdam)
- Nova Air (Meksyk, Toluca, Monterrey, Tapachula, Los Mochis, Loreto)
- Novair (Oslo, Sztokholm-Arlanda)
- Neos (Mediolan-Malpensa)
- Pace Airlines
- Skyservice (Calgary, Edmonton, Halifax, Hamilton, Kelowna, Kitchener, Montreal, Ottawa, Québec, Regina, Saskatoon, Thunder Bay, Toronto-Pearson, Vancouver, Victoria, Winnipeg)
- Sunwing Airlines (Halifax, London (ON), Montreal, Saint John, Québec, Toronto-Pearson, Calgary, Edmonton, Saskatoon, Regina, Winnipeg)
  - Sunwing Airlines obsługiwane przez Aeroméxico (Winnipeg, Victoria)
- TACA (Flores, Gwatemala)
- TAP Portugal (Lizbona[od 11 listopada 2020])
  - Lacsa (San Jose (CR)) [czartery]
- Viva Aerobus (Monterrey)
- Volaris (Ciudad Juarez, Guadalajara, Puebla, Tijuana, Toluca)
- White (Lizbona)

### Terminal 3
- Alaska Airlines (Los Angeles, San Francisco [sezonowo], Seattle/Tacoma)
- American Airlines (Chicago-O'Hare, Dallas/Fort Worth, Miami, Nowy Jork-JFK)
- Air Europa (Madryt)
- Delta Air Lines (Atlanta, Boston, Cincinnati, Hartford, Los Angeles, Orlando, Raleigh/Durham, Salt Lake City, Waszyngton-Dulles)
- Frontier Airlines (Denver, Indianapolis [sezonowo], Kansas City, Milwaukee [sezonowo], Nashville, Salt Lake City, St. Louis [sezonowo])
  - obsługiwane przez Frontier Airlines (Chicago-Midway)
- Spirit Airlines (Detroit, Fort Lauderdale)
- Sun Country Airlines (Dallas/Fort Worth, Minneapolis/St. Paul)
- United Airlines (Chicago-O'Hare, Denver, Los Angeles, San Francisco, Waszyngton-Dulles)